# Dekalkomania (technika malarska)

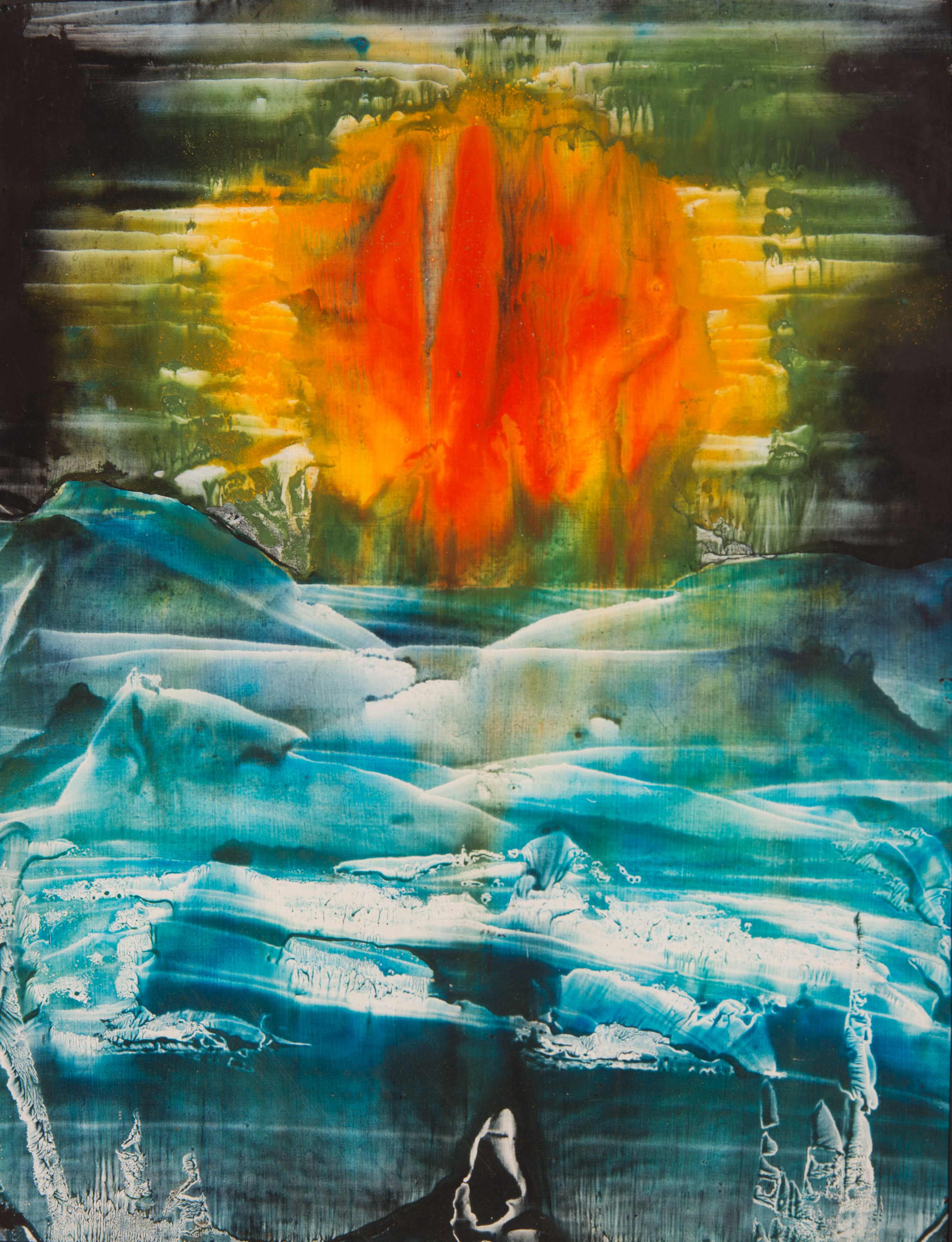
Obrazu "Ogień i Lód" autorstwa H. Grobe (1975), wykonany techniką dekalkomanii

Dekalkomania (od francuskiego décalquer – kopiować) – technika malarstwa automatycznego polegająca na rozciskaniu farby między dwiema warstwami materiału, np. papieru. Dekalkomania była w malarstwie stosowana przez surrealistów, spopularyzowana szczególnie przez Maxa Ernsta i Oscara Domíngueza. Wcześniej podobna technika pojawiała się w ceramice.